# Disasi (Bandundu)
Pour les articles homonymes, voir Disasi.
Disasi est une commune de la ville de Bandundu en république démocratique du Congo.

## Quartiers
La commune est divisée en 9 quartiers: Ibole, Kamanyola, Kwango, Lwani (ou Luani), Mampuya, Mobutu, Molende, Nsélé et Salaminta.

## Personnalités
- Malanda Dem (1929-2008), philosophe, théologien, psychologue et psychanalyste congolais